# Cristina Morató
Cristina Morató (Barcellona, 1961) è una giornalista e fotografa spagnola.
Nata a Barcellona nel 1961, ha studiato giornalismo presso l'Universidad de Ciencias de la Información di Bellaterra. Come fotografa ha realizzato in Spagna varie esposizioni fotografiche: Los Hijos del Maíz (1993), su abiti e rituali maya, e Oaxaca: El País de las Nubes (1994), sui paesaggi e le genti dello stato messicano.
Dagli anni '90 percorre il mondo con la sua macchina fotografica, in particolar modo America Latina, Africa e Asia. Ha visitato più di quaranta paesi, nei quali ha realizzato estesi reportage culturali ed antropologici. È membro fondatore e vicepresidente della Sociedad Geográfica Española. È inoltre membro della Royal Geographical Society di Londra. Nel 2000 ha deciso di lasciare definitivamente la conduzione di programmi televisivi per dedicarsi a viaggiare e scrivere libri sulle grandi esploratrici del passato dimenticate dalla Storia.
Innamorata del continente asiatico, a partire dal 1990 ha iniziato a percorrere, fra gli altri paesi, Sri Lanka (l'antico Ceylon), e soprattutto la regione nord della Thailandia dove ha trascorso lunghi periodi convivendo con le tribù delle montagne e fotografando i loro rituali e sfarzosi abiti.
Ha pubblicato diversi libri sulle viaggiatrici del passato: Viajeras intrépidas y aventureras (2001), Las Reinas de África (2003), Las Damas de Oriente, grandes viajeras por los países árabes (2006) e  Cautiva en Arabia (2009), biografia di una avventuriera e spia basco-francese che negli anni trenta visse in Siria e cercò di raggiungere La Mecca. In Divas Rebeldes (2010), raccoglie le biografie di sette grandi dive del XX secolo, fra cui Coco Chanel e Maria Callas, mostrando il loro lato più umano e meno conosciuto.
Attratta dalla cultura degli indigeni maya e dai loro tessuti, per oltre dieci anni ha percorso numerosi villaggi della regione dei Cuchumatanes in Guatemala ed i villaggi della Tierras Altas del Chiapas, in Messico, fotografando i rituali e gli sfarzosi abiti cerimoniali. Ha realizzato numerose esposizioni sui tessuti maya a Barcellona e Madrid.